# 빌 존슨 (스키 선수)
윌리엄 딘 "빌" 존슨(영어: William Dean "Bill" Johnson, 1960년 3월 30일~2016년 1월 21일)은 미국의 알파인 스키 선수이다. 1984년 동계 올림픽 남자 활강 부문에서 금메달을 획득하며 미국 남자 선수로는 최초로 올림픽 알파인 스키 금메달을 획득했다.